# Mostní ložisko

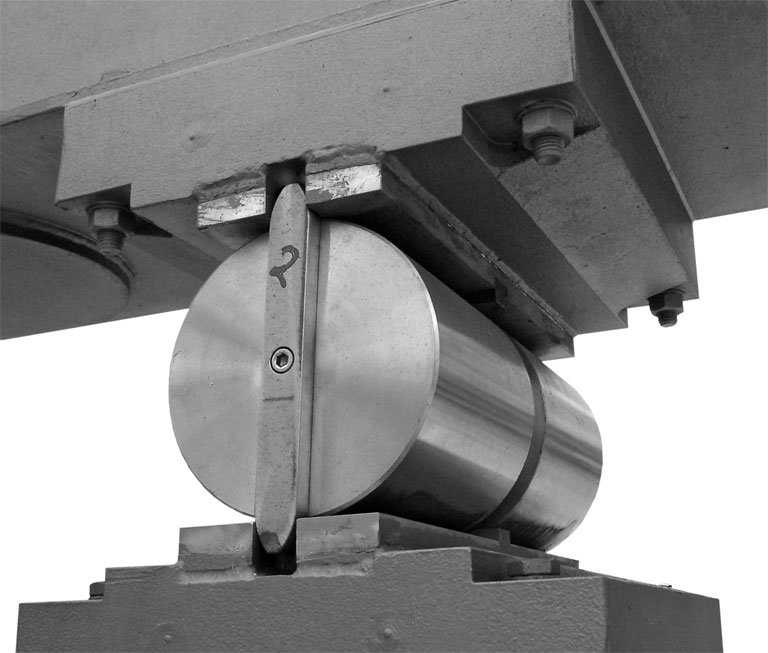
Ocelové válcové ložisko

Mostní ložisko zajišťuje přenos zejména svislých sil z nosné konstrukce mostu do podpěr, tj. opěr, pilířů nebo přímo do základu při zajištění volného průběhu deformací např. vodorovného posunu nebo pootočení. Vynucené deformace jsou způsobeny externími vlivy, jakými jsou např. změna teploty, smršťování a dotvarování betonu, pokles nebo naklonění podpěr.
V současnosti se na nových mostních konstrukcích v Česku nejčastěji uplatní ložiska hrncová.
V ojedinělých případech se používají mostní ložiska při stavbách inženýrských konstrukcí nebo budov, např. stropní nosníky odbavovací haly Hlavního nádraží v Praze.

## Typy ložisek

### Rozdělení podle uvolněných pohybů
- pevná – umožňují pouze natočení
- jednosměrně pohyblivá – umožňují natočení a jednosměrné posuny
- všesměrně pohyblivá – umožňují natočení a posuny všemi směry

### Rozdělení podle konstrukčního řešení

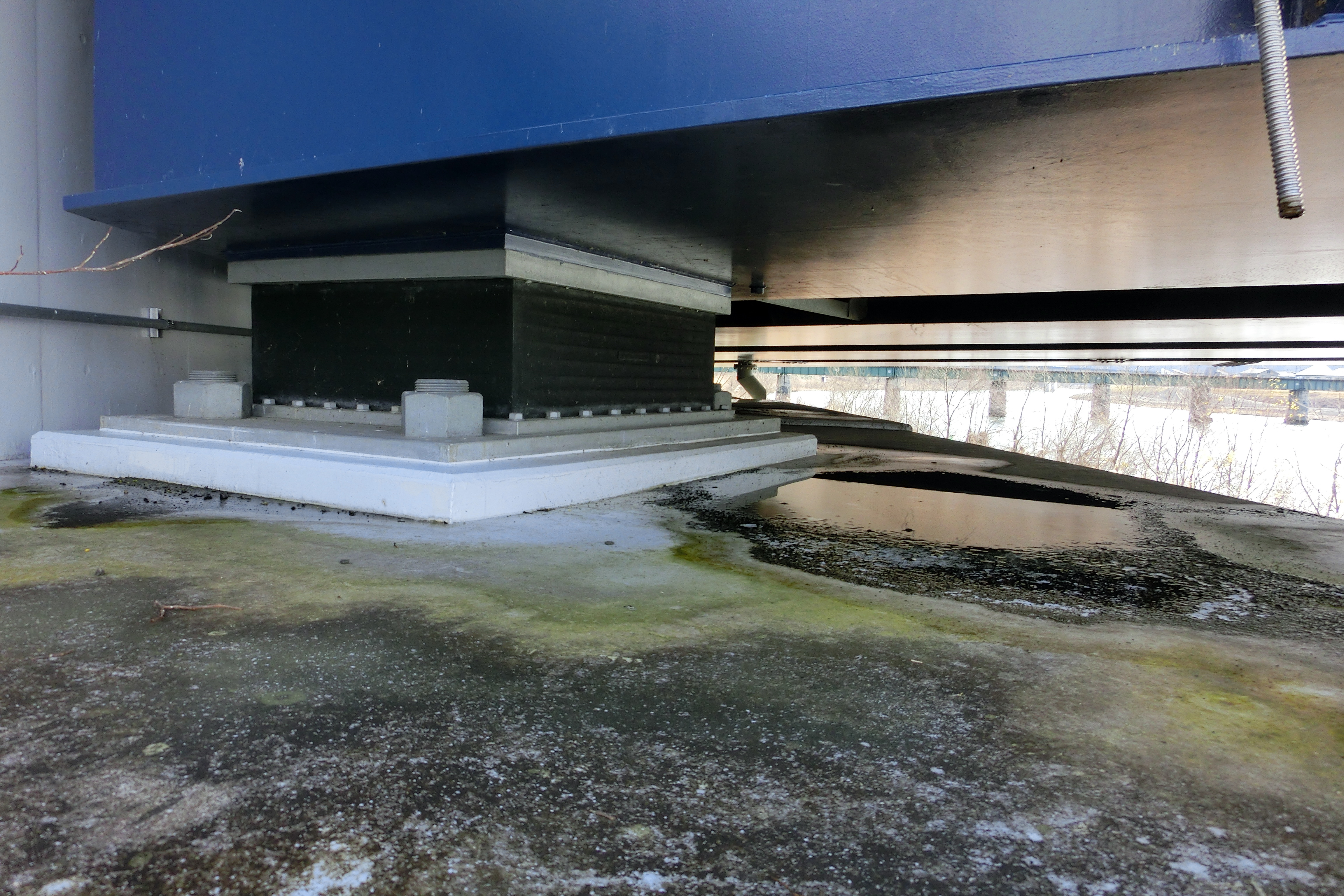
Elastomerové ložisko

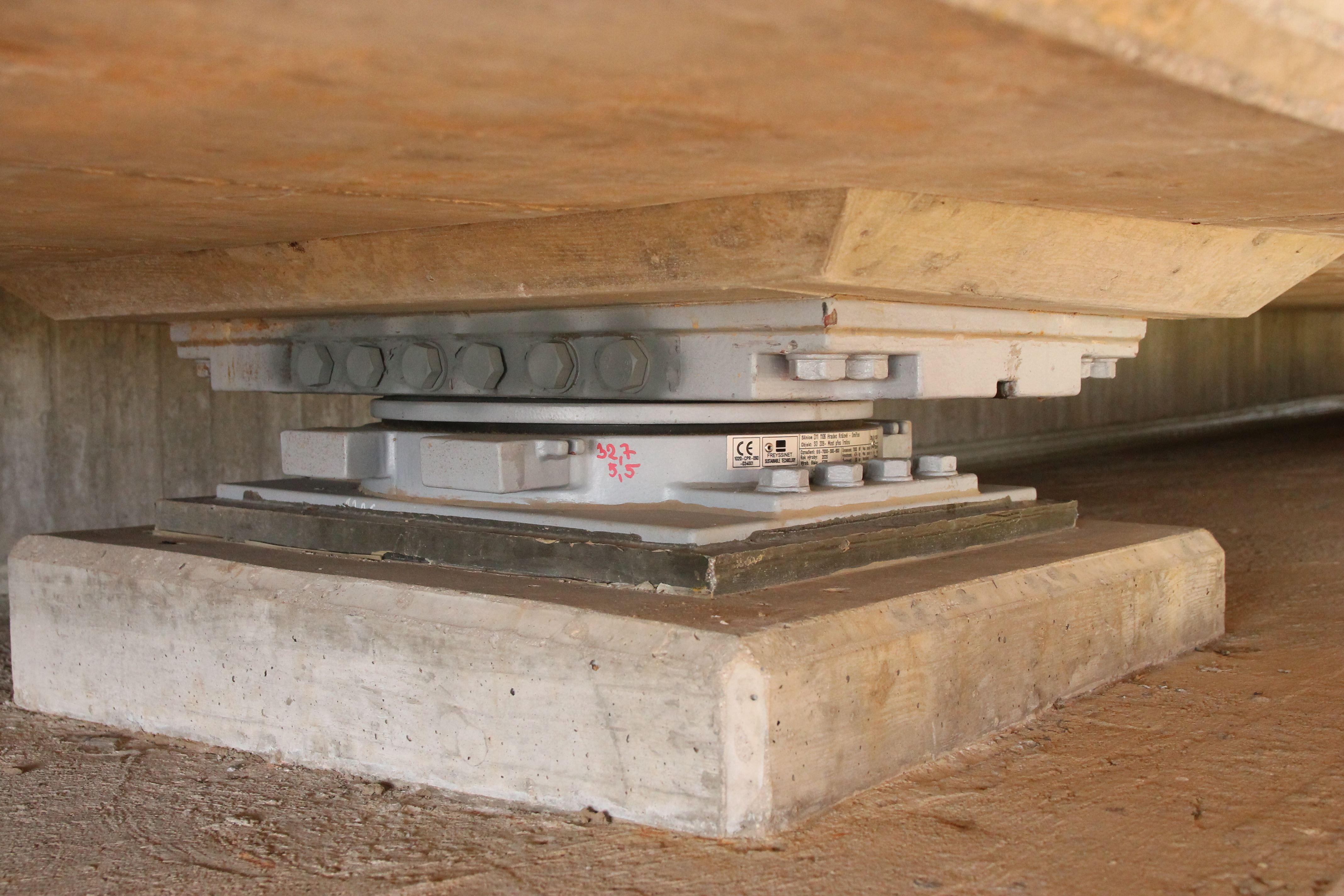
Hrncové ložisko

- desková – ocelové desky s mezilehlou výplní (např. lepenka, azbest)
- vahadlová – ocelová tvarovaná ložiska – dvě části ložiska se stýkají v jedné linii zakřivením svých desek nebo vloženým válcem
- ocelová válcová – jeden nebo více ocelových válců se pohybují mezi ocelovými deskami
- kloubová čepová – ložisko dovolující pouze pootočení v čepu (použito např. na Žďákovském mostě)
- elastomerová – pryž s nebo bez výztužných ocelových plechů je umístěna mezi dvěma ocelovými deskami; pryž je buď přírodní, polyprenchlorová nebo ze směsi obou
- hrncová – uvnitř ocelového hrnce je vložen elastomer, na který je posazeno ocelové víko
- kalotová – dvě tvarované – vyduté a vypuklé – ocelové části ložiska jsou opatřeny kluznou vrstvou teflonu (PTFE)
- vrubové klouby – v betonových prvcích se vhodným uspořádáním betonářské výztuže dovolí pootočení při plastifikaci betonu, v zahraničí se často nazývají Freyssinetovým kloubem, podle svého autora.

### Ložiska obrazem

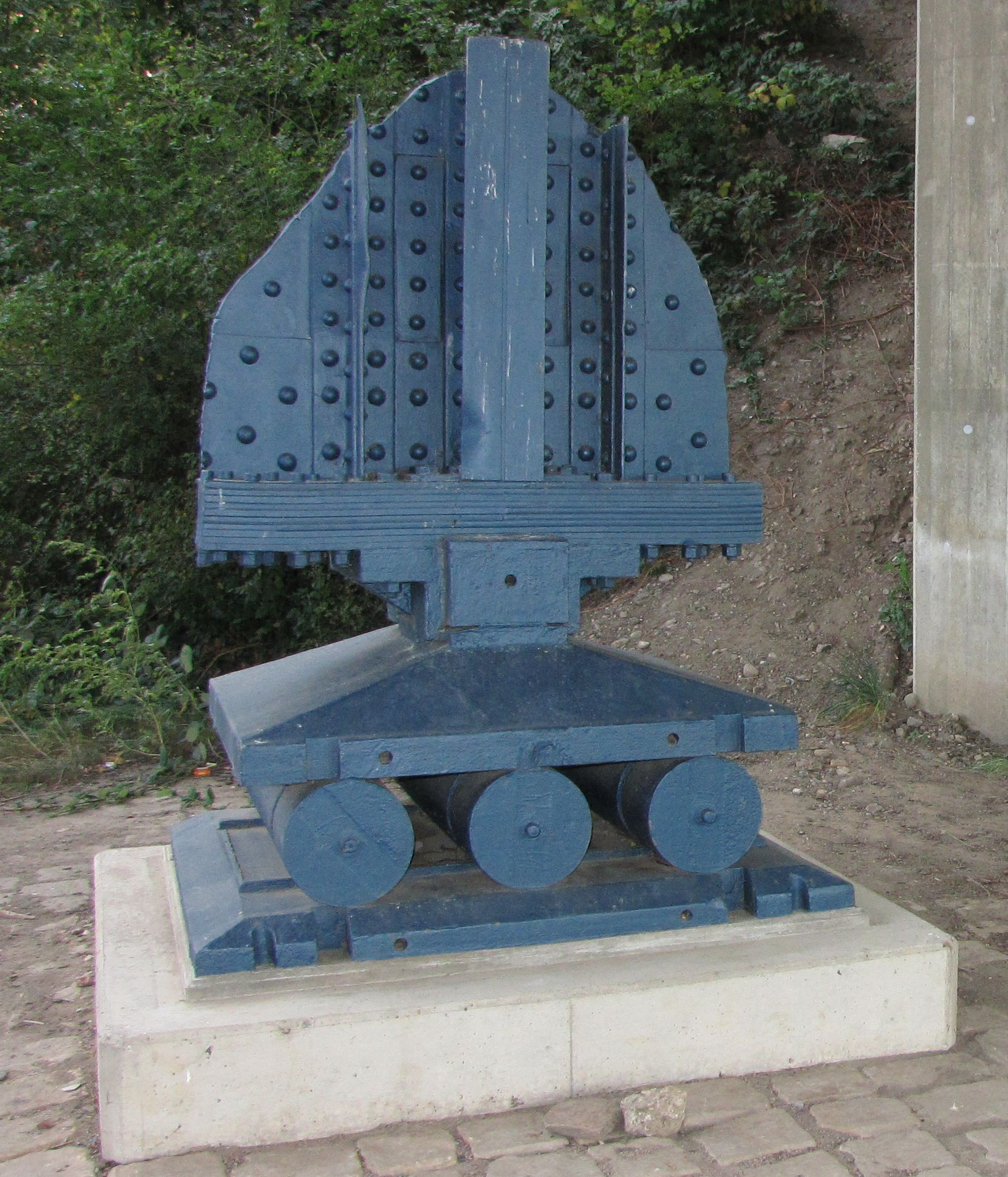
Ocelové válcové ložisko
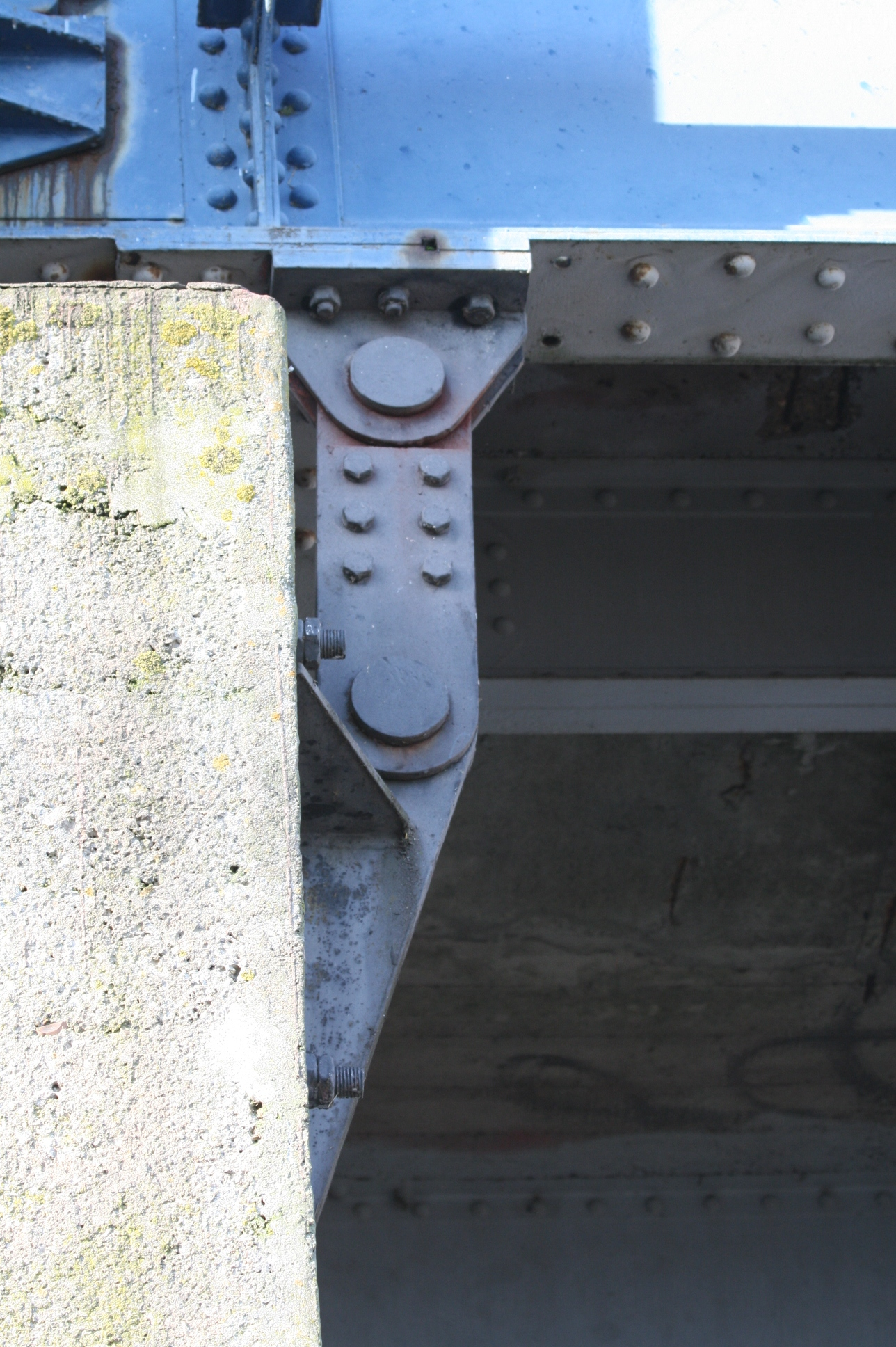
Kloubové čepové ložisko
Elastomerové ložisko
Prvky hrncového ložiska